# Paederidus rubrothoracicus
Paederidus rubrothoracicus – gatunek chrząszcza z rodziny kusakowatych i podrodziny żarlinków.
Gatunek ten został opisany w 1777 roku przez Johanna A.E. Goeze jako Staphylinus rubrothoracicus.
Chrząszcz o wydłużonym i lekko wypukłym ciele długości od 8 do 10 mm. Ubarwienie głowy, pokryw i odwłoka jest metalicznie niebieskie, granatowe lub czarne. Okrągława do trapezowatej głowa ma zwężone ku tyłowi, 1,3–1,5 raza dłuższe od średnicy oka skronie. Duże żuwaczki mają po dwa zęby na krawędziach wewnętrznych. Przedplecze jest w zarysie owalne, najszersze przed środkiem, ubarwione koralowoczerwono. Pokrywy są nierozszerzone ku tyłowi. Cztery początkowe tergity mają w nasadowych częściach wyraźnie punktowane, poprzeczne bruzdy.
Owad znany z Portugalii, Hiszpanii, Wielkiej Brytanii, Francji, Holandii, Niemiec, Szwajcarii, Austrii, Włoch, Polski, Czech, Słowacji, Węgier, Ukrainy, Rumunii, Słowenii, Chorwacji, Bośni i Hercegowiny, Serbii, Czarnogóry, Macedonii, Albanii, Grecji, południowej Rosji, Bliskiego Wschodu, Zakaukazia i Armenii. Zasiedla pobrzeża rzek i potoków w dolinach i niższych położeniach górskich.